# Cryptocoryne bogneri
Cryptocoryne bogneri là một loài thực vật có hoa trong họ Ráy (Araceae). Loài này được Rataj mô tả khoa học đầu tiên năm 1975.